# Johann Christian Hildebrand
Johann Christian Hildebrand (* im 18. Jahrhundert, † im 18. Jahrhundert) war ein deutscher Mediziner und Arzt in Eisleben.

## Leben
Johann Christian Hildebrand studierte an der Universität Halle Medizin und wurde 1749 bei Andreas Elias Büchner promoviert. Hildebrand wirkte später in den Jahren um 1760 als Arzt in Eisleben.
Am 2. April 1760 wurde Johann Christian Hildebrand mit dem akademischen Beinamen Aemilius II. unter der Matrikel-Nr. 632 als Mitglied in die Leopoldina aufgenommen.
Hildebrand war mit Johanne Auguste, geborene Schütze (1730–1763), verheiratet.

## Schriften
- Dissertatio Inavgvralis Medica De Secvra Morborvm Haereditariorvm Praeservatione. Hendel, Halae Magdeburgicae 1749 Digitalisat
- Das nach den weisen Rathschluß GOttes, obgleich frühzeitig, erfolgte Ableben der Hochedelgebohrnen Frauen, Frauen Johannen Augusten Hildebrandin, gebohrnen Schützin, Welche den 7ten Octobr. 1763. nach der Entbindung von einem todten Söhngen, seelig entschlaffen, Nachdem die Wohlseelige Jhr rühmlichst geführtes Leben auf 33 Jahr 7 Monat und 1 Tag gebracht, entwirft und beklaget der mit innigster Wehmuth durch diesen schmertzlichsten Verlust tiefgebeugte Wittber Johann Christian Hildebrand, der Artzneywissenschaft Doctor, der Kayserlichen Academie der Naturforscher Mitglied und Practicus in Eißleben. Beyersche Schriften, Halle 1763 Digitalisat